# Clytia cruciferum
Clytia cruciferum är en nässeldjursart som först beskrevs av Annandale 1915.  Clytia cruciferum ingår i släktet Clytia och familjen Campanulariidae. Inga underarter finns listade i Catalogue of Life.